# Chris Ethridge
Chris Ethridge (10. února 1947 – 23. dubna 2012) byl americký baskytarista. Byl členem skupiny International Submarine Band, po jejím rozpadu spoluzaložil skupinu The Flying Burrito Brothers. Zemřel na rakovinu pankreatu ve věku 65 let.